# Nati nel 1909/Ottobre
| Questa pagina contiene informazioni ricavate automaticamente dalle voci biografiche con l'ausilio del template Bio e di un bot. L'aggiornamento è periodico e automatico e ricostruisce completamente la pagina. Se manca una persona in questa lista, sei pregato di non aggiungerla, ma accertati piuttosto che la sua voce biografica contenga il template Bio e che i dati anagrafici siano correttamente compilati. Se il template Bio manca, inseriscilo tu stesso o, in alternativa, metti l'avviso {{tmp\|Bio}} che ne segnala la mancanza. Se i dati riportati sono sbagliati, correggi direttamente la voce biografica; le modifiche saranno visibili in questa lista entro pochi giorni. Per chiarimenti vedi il progetto biografie. La lista contiene solo le 143 persone che sono citate nell'enciclopedia e per le quali è stato implementato correttamente il template Bio. Pagina aggiornata al 2 giu 2025. |

- 1º ottobre - Rune Carlsson, calciatore svedese († 1943)
- 1º ottobre - Shūji Doi, pallanuotista giapponese († 1938)
- 1º ottobre - Alessandro Galante Garrone, storico, scrittore e magistrato italiano († 2003)
- 1º ottobre - Miroslav Lukić, calciatore jugoslavo († 1964)
- 1º ottobre - Thierry Maulnier, giornalista, saggista e critico letterario francese († 1988)
- 1º ottobre - James Neilson, regista, impresario teatrale e fotografo statunitense († 1979)
- 1º ottobre - Luigi Orlandi, politico e partigiano italiano († 2002)
- 1º ottobre - Everett Sloane, attore statunitense († 1965)
- 2 ottobre - Margita Figuli, scrittrice slovacca († 1995)
- 2 ottobre - Li Baohua, politico e funzionario cinese († 2005)
- 2 ottobre - Armando Marchetti, arbitro di calcio italiano
- 2 ottobre - Amedeo Potito, presbitero e storico italiano († 1992)
- 2 ottobre - Alex Raymond, fumettista statunitense († 1956)
- 2 ottobre - Henry Toft, giornalista, insegnante e rugbista a 15 britannico († 1987)
- 3 ottobre - Pierina Borsani, cestista, discobola e giavellottista italiana († 1960)
- 3 ottobre - Giovanni Felini, calciatore italiano
- 3 ottobre - Thomas Nantha, vescovo cattolico laotiano († 1984)
- 3 ottobre - Cipriano Vagaggini, monaco cristiano e teologo italiano († 1999)
- 4 ottobre - Filippo Asaro, politico italiano († 1986)
- 4 ottobre - Sesto Rocchi, liutaio italiano († 1991)
- 4 ottobre - James R. Webb, sceneggiatore e scrittore statunitense († 1974)
- 5 ottobre - Ilse Abel, attrice tedesca († 1959)
- 5 ottobre - Leopold Kohr, economista, giurista e politologo statunitense († 1994)
- 5 ottobre - Edward Osóbka-Morawski, politico polacco († 1997)
- 6 ottobre - Renato Bodini, calciatore e allenatore di calcio italiano († 1974)
- 6 ottobre - Mario Luigi Ciappi, cardinale italiano († 1996)
- 6 ottobre - Giacinto Cova, militare italiano († 1941)
- 7 ottobre - Gyula Bóbis, lottatore ungherese († 1972)
- 7 ottobre - Andrew Cohen, diplomatico inglese († 1968)
- 7 ottobre - Amada García Rodríguez, politica e antifascista spagnola († 1938)
- 7 ottobre - Ēriks Pētersons, calciatore e hockeista su ghiaccio lettone († 1987)
- 8 ottobre - Herbert Binder, calciatore svizzero († 1989)
- 8 ottobre - Bruno Caizzi, storico e economista italiano († 1992)
- 8 ottobre - Gerhard Flesch, agente segreto tedesco († 1948)
- 8 ottobre - Mack Harrell, cantante lirico, baritono e docente statunitense († 1960)
- 8 ottobre - Bill Hewitt, giocatore di football americano statunitense († 1947)
- 8 ottobre - Piotr Jaroszewicz, politico polacco († 1992)
- 9 ottobre - Donald Coggan, arcivescovo anglicano britannico († 2000)
- 9 ottobre - José Antonio Muñoz Rojas, avvocato, scrittore e poeta spagnolo († 2009)
- 9 ottobre - Miguel White, ostacolista filippino († 1942)
- 10 ottobre - Robert Boyle, scenografo e direttore artistico statunitense († 2010)
- 10 ottobre - Bruno Arturovič Frejndlich, attore sovietico († 2002)
- 10 ottobre - Gino Gatta, partigiano e politico italiano († 1972)
- 10 ottobre - Guido Seborga, giornalista, poeta e pittore italiano († 1990)
- 11 ottobre - Ferrero Alberti, allenatore di calcio e calciatore italiano († 1990)
- 11 ottobre - David John Astley, calciatore e allenatore di calcio gallese († 1989)
- 11 ottobre - Alessandro Astolfi, calciatore italiano († 1981)
- 11 ottobre - Nathan Cassuto, medico e rabbino italiano († 1945)
- 11 ottobre - Tauno Kukkamäki, geodeta finlandese († 1997)
- 11 ottobre - Georgij Lisicyn, scacchista sovietico († 1972)
- 11 ottobre - Charles Rampelberg, pistard francese († 1982)
- 11 ottobre - Livio Zannoni, aviatore e militare italiano († 1935)
- 12 ottobre - Philip Hershkovitz, biologo statunitense († 1997)
- 12 ottobre - Alfons Novickis, calciatore lettone († 1931)
- 12 ottobre - Renato Pasquinucci, allenatore di calcio e calciatore italiano († 1988)
- 12 ottobre - Şehzade Mehmed Orhan, principe ottomano († 1994)
- 13 ottobre - Bachisio Mastinu, militare e partigiano italiano († 1989)
- 13 ottobre - Carlo Bernari, scrittore, antifascista e partigiano italiano († 1992)
- 13 ottobre - Art Tatum, pianista statunitense († 1956)
- 14 ottobre - Mochitsura Hashimoto, militare giapponese († 2000)
- 14 ottobre - Robert Mercier, calciatore francese († 1958)
- 14 ottobre - Bernd Rosemeyer, pilota automobilistico tedesco († 1938)
- 14 ottobre - Nino Sella, ciclista su strada italiano († 1994)
- 15 ottobre - Alfredo Anghileri, militare e aviatore italiano († 1939)
- 15 ottobre - Sam Balter, cestista e allenatore di pallacanestro statunitense († 1998)
- 15 ottobre - Jesse Leonard Greenstein, astronomo statunitense († 2002)
- 15 ottobre - Harry Redmond Jr., artista e effettista statunitense († 2011)
- 15 ottobre - Gian Carlo Wick, fisico italiano († 1992)
- 15 ottobre - Dominique Marie Đinh Đức Trụ, vescovo cattolico vietnamita († 1982)
- 16 ottobre - Gösta Alexandersson, attore svedese († 1988)
- 16 ottobre - Jimmy Allen, allenatore di calcio e calciatore inglese († 1995)
- 16 ottobre - Andrei Bărbulescu, calciatore rumeno († 1987)
- 16 ottobre - Arthur Lester Benton, neurologo statunitense († 2006)
- 16 ottobre - Franz Krumm, calciatore tedesco († 1943)
- 17 ottobre - Cozy Cole, batterista statunitense († 1981)
- 17 ottobre - Angelo Mercuriali, tenore italiano († 1999)
- 18 ottobre - Otto Ackermann, direttore d'orchestra rumeno († 1960)
- 18 ottobre - Norberto Bobbio, filosofo, giurista e politologo italiano († 2004)
- 18 ottobre - Nives Dei Rossi, sciatrice alpina italiana († 2006)
- 18 ottobre - Izrail' Moiseevič Metter, scrittore russo († 1996)
- 18 ottobre - Attilio Sudati, calciatore italiano
- 19 ottobre - Muhammad Ali Bogra, politico pakistano († 1963)
- 19 ottobre - Robert Beatty, attore canadese († 1992)
- 19 ottobre - Carlo Dibiasi, tuffatore italiano († 1984)
- 19 ottobre - Andrej Vladimirovič Frolov, regista cinematografico sovietico († 1967)
- 19 ottobre - François Masai, filologo e storico belga († 1979)
- 19 ottobre - Marguerite Perey, chimica francese († 1975)
- 20 ottobre - Harold Daniell, pilota motociclistico britannico († 1967)
- 20 ottobre - Felicita Frai, pittrice ceca († 2010)
- 20 ottobre - Monique Haas, pianista francese († 1987)
- 20 ottobre - Carla Laemmle, attrice statunitense († 2014)
- 20 ottobre - Raffaele Nasi, fondista italiano († 1986)
- 20 ottobre - Isidoro Piubellini, ciclista su strada italiano († 1986)
- 21 ottobre - Hans Schneider, pallanuotista tedesco († 1972)
- 22 ottobre - Vittorio Mallozzi, operaio, antifascista e partigiano italiano († 1944)
- 22 ottobre - Germaine Montero, attrice e cantante francese († 2000)
- 23 ottobre - Gloria Grey, attrice statunitense († 1947)
- 23 ottobre - Zellig Harris, linguista statunitense († 1992)
- 23 ottobre - Mohamed Latif, calciatore egiziano († 1990)
- 23 ottobre - Mario Loetti, allenatore di calcio e calciatore italiano († 1980)
- 24 ottobre - Bill Carr, velocista statunitense († 1966)
- 24 ottobre - Guillermo Douglas, canottiere uruguaiano († 1967)
- 25 ottobre - Whit Bissell, attore statunitense († 1996)
- 25 ottobre - Dieter Borsche, attore tedesco († 1982)
- 25 ottobre - Ken Domon, fotografo e fotoreporter giapponese († 1990)
- 25 ottobre - Edward Flynn, pugile statunitense († 1976)
- 25 ottobre - Konstantin Koutek, pallanuotista cecoslovacco († 1984)
- 25 ottobre - Jean-Paul Le Chanois, regista e sceneggiatore francese († 1985)
- 25 ottobre - Charles Stettler, cestista svizzero
- 26 ottobre - Dante Quinterno, fumettista argentino († 2003)
- 26 ottobre - Affonso Eduardo Reidy, architetto brasiliano († 1964)
- 27 ottobre - Kjell Moe, calciatore norvegese († 1999)
- 27 ottobre - Red Pollard, fantino canadese († 1981)
- 27 ottobre - Rūdolfs Slavišens, calciatore lettone († 1995)
- 27 ottobre - Henry Townsend, musicista statunitense († 2006)
- 28 ottobre - Francis Bacon, pittore irlandese († 1992)
- 28 ottobre - Claude Bourdet, scrittore, giornalista e imprenditore francese († 1996)
- 28 ottobre - Francisco Ciutat de Miguel, militare e rivoluzionario spagnolo († 1986)
- 28 ottobre - Maurice Cornforth, filosofo britannico († 1980)
- 28 ottobre - Josef Gingold, violinista e docente statunitense († 1995)
- 28 ottobre - Mario Maffioli, calciatore italiano († 2005)
- 28 ottobre - Hilde Seipp, cantante e attrice tedesca († 1999)
- 29 ottobre - Henock Abrahamsson, calciatore svedese († 1958)
- 29 ottobre - Ivan Bek, calciatore jugoslavo († 1963)
- 29 ottobre - Gerardo De Caro, politico italiano († 1993)
- 29 ottobre - Giovanni La Penna, supercentenario italiano († 2020)
- 29 ottobre - Giovanni Spiotta, calciatore italiano († 1977)
- 29 ottobre - Raúl Villarreal, pugile argentino
- 29 ottobre - Jack Richard Williams, politico statunitense († 1998)
- 29 ottobre - Frank Wykoff, velocista statunitense († 1980)
- 29 ottobre - Icilio Zuliani, calciatore italiano († 1945)
- 30 ottobre - Homi Jehangir Bhabha, fisico indiano († 1966)
- 30 ottobre - Emiel-Jozef De Smedt, vescovo cattolico belga († 1995)
- 30 ottobre - Romolo Landi, politico italiano († 1980)
- 30 ottobre - Carl Lange, attore tedesco († 1999)
- 30 ottobre - Jean Le Moal, pittore, incisore e decoratore francese († 2007)
- 30 ottobre - Luigi Arbib Pascucci, militare italiano († 1942)
- 30 ottobre - Enrico Roselli, politico italiano († 1964)
- 30 ottobre - Filiberto Sbardella, pittore, scenografo e architetto italiano († 1983)
- 30 ottobre - Willy von Känel, calciatore svizzero († 1991)
- 31 ottobre - Judy Fryd, attivista britannica († 2000)
- 31 ottobre - Fritz Küenzi, calciatore svizzero
- 31 ottobre - Robert Van Zeebroeck, pattinatore artistico su ghiaccio belga († 1991)